# 利苑酒家

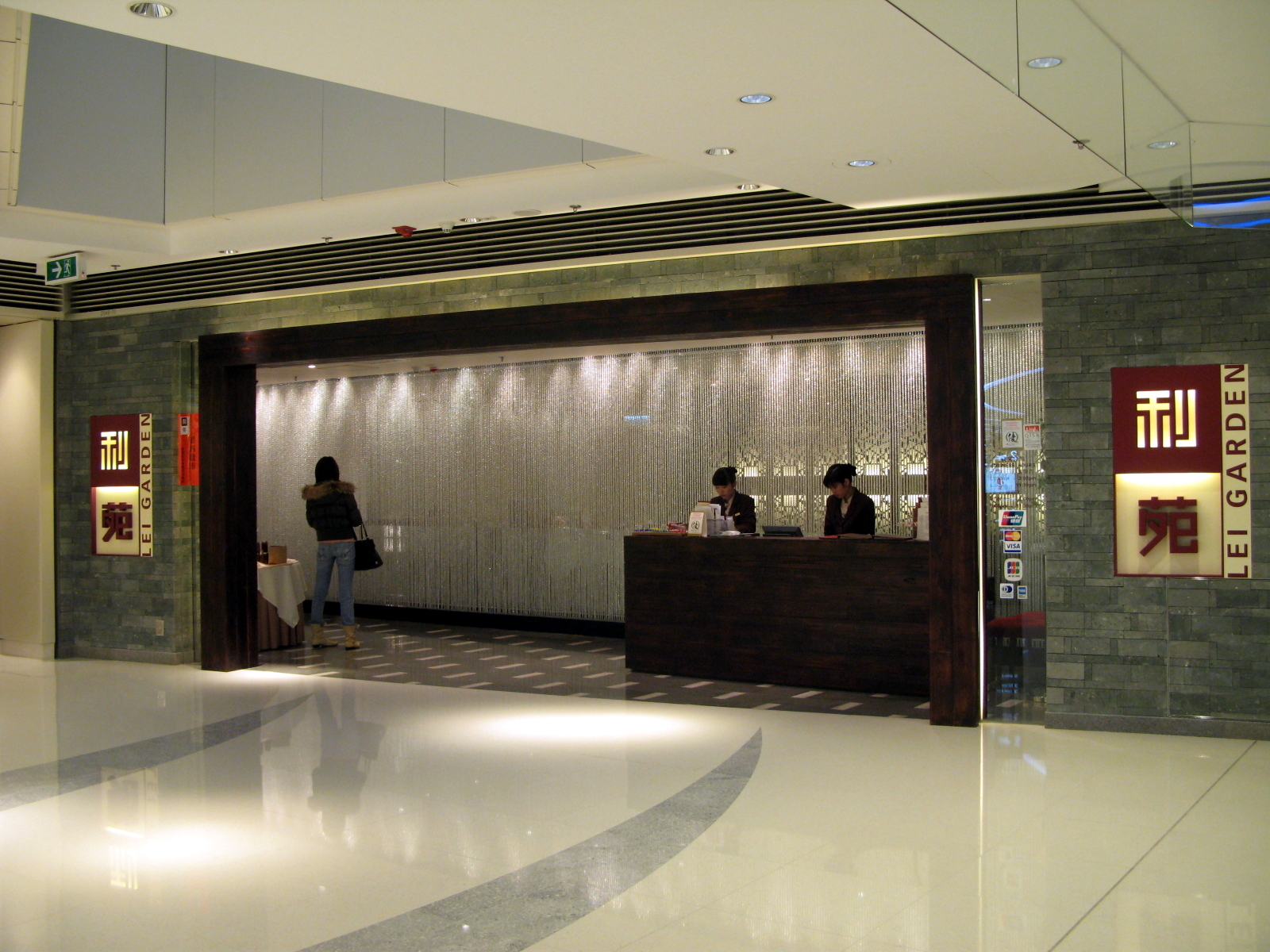
利苑酒家於香港圓方分店

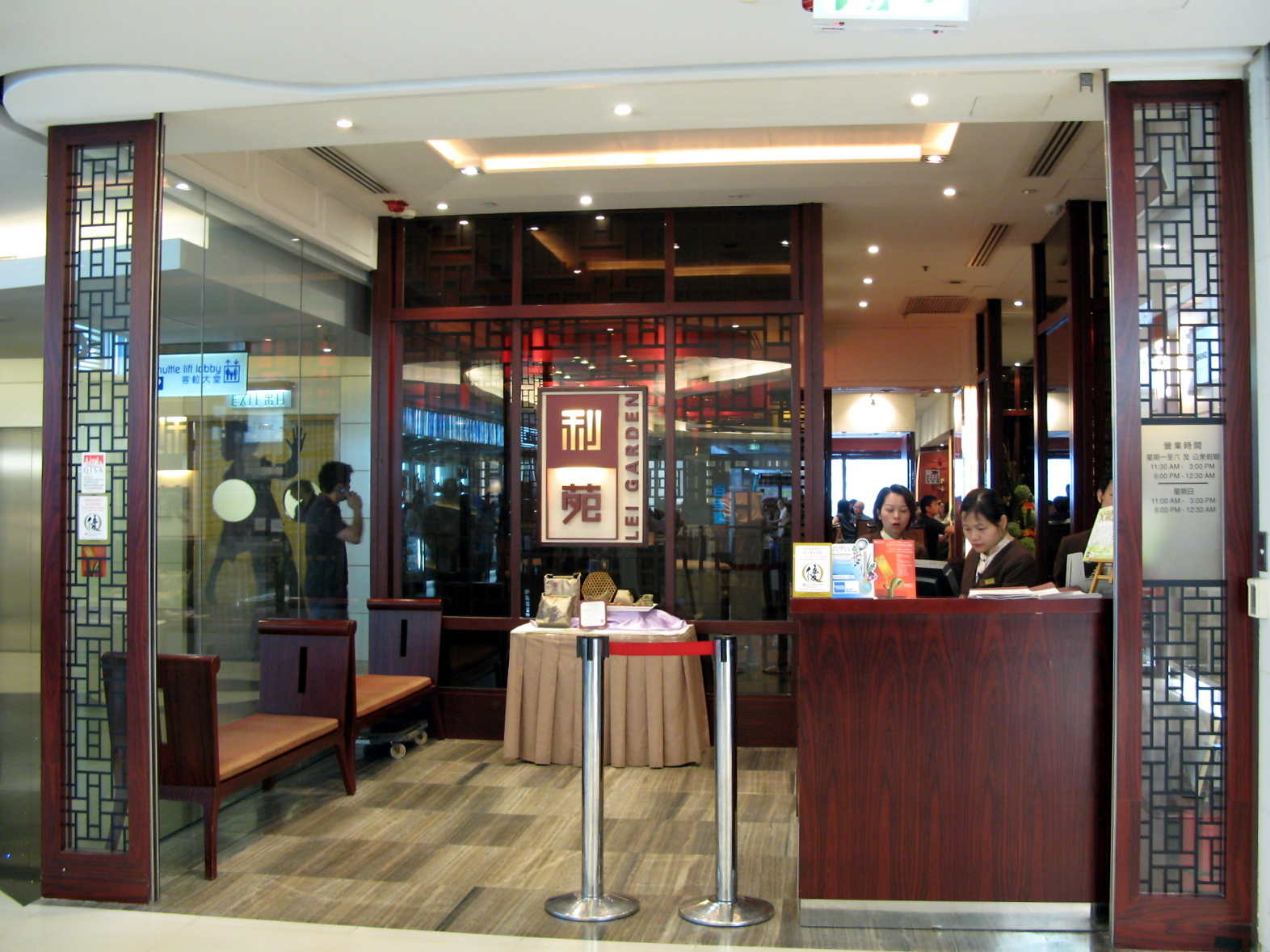
利苑酒家於香港apm分店

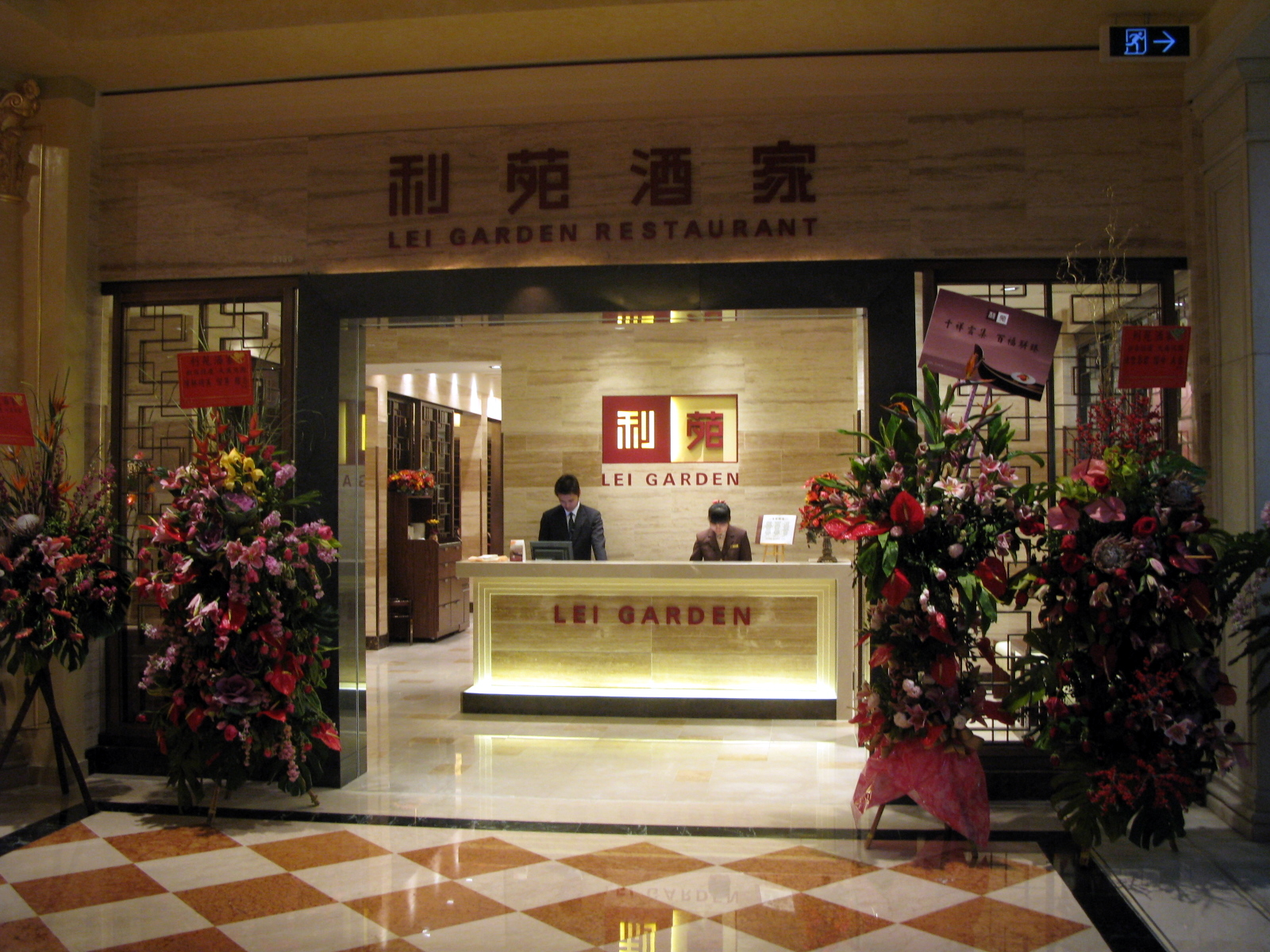
利苑酒家於澳門威尼斯人渡假村酒店分店

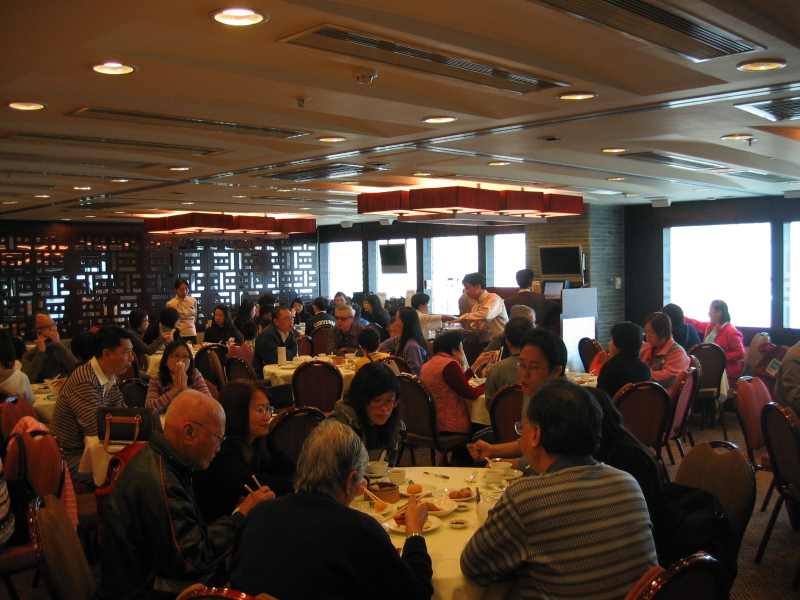
香港沙田利苑酒家內部

利苑酒家(Lei Garden)，又名香港利苑、利苑、利苑飲食集團，由有「南天王」之稱的南粵國民黨軍政元老陳濟棠的幼子陳樹杰於1973年創辦，為省港澳著名食肆之一，現有14間分店，業務橫跨香港、新加坡、廣州及澳門等地，員工多達2,200人，有“粤菜黄埔军校”之称。

## 歷史
陳樹杰於於1973年在九龍深水埗開設首間利苑酒家, 分店於1978年結束，搬往九龍油麻地碧街自置物業。
在1980年，在旺角洗衣街開設第二間利苑酒家，其後在尖沙咀、北角及沙田開設分店。
集團於1987年首次進軍國外市場，在新加坡寳路華酒店開辦第一間新加坡利苑酒家，到了1989年及1992年於烏節路開設兩間分店。同年，集團決定專注粵菜海鮮酒家發展，結束經營16載的總統西餐廳。
集團於2001年在香港首次嘗試進軍快餐及地方小菜館，在旺角彌敦道雅蘭中心開設佔地30,000多平方呎「利苑美食廣場」，提供多元化快餐服務，藏元新派日式料理，及供應大江南北美食的南北和小廚。其後再加入Marine西餐廳及越軒等小館。到了2003年，美食廣場進行改革，重新命名為「利佳餚」，並且引入識飲識食互聯網概念，客人只須安坐任何一間小館，便可點選其他小館美食。不過最後虧損嚴重，於2006年結業。
目前，全部十間香港的利苑酒家分店，均獲《米芝蓮指南》評為一星或以上食肆，其中旺角分店更於《2012年度米芝蓮指南》中，評級由一星升至二星，而最新的銅鑼灣分店，亦於《2012年度米芝蓮指南》首獲一星評級。2018年6月廣州宜安廣場分鋪獲得獲《廣州米芝蓮指南》評為一星。
另外，集團亦設有利小館品牌。
2021年3月，開設36年的新城市廣場分店租約期滿而一度結業，雖然商場和餐廳的網頁已經刪去了相關的資料。不過Facebook專頁仍然未有更新。不少對食客對搬遷感到惋惜，特別是該店是新城市廣場自1984年開業至今唯一沒有搬遷的商店。其後到同年11月28日復業，但面積縮細。

## 人才培养
利苑因其标准化的出餐及管理方式，在其进军中国大陆后培养了一批粤菜大厨，被称为“粤菜厨师的黄埔军校”。其更开创了使用40厘米平底不粘锅、橄榄油炒菜的技术。

## 分店
香港
- 旺角洗衣街 (第2間分店，於1980年開業)
- 尖沙咀好時中心 (第3間分店，於1981年初開業)
- 北角城市花園 (第4間分店，於1981年7月開業)
- 沙田新城市廣場 (第5間分店，於1984年12月開業，2021年3月3日結業，同年11月28日復業，但面積縮細。)
- 灣仔北海中心 (第6間分店，於1995年開業)
- 國際金融中心 (香港) (第7間分店，於2004年開業)
- 觀塘apm (第8間分店，於2005年4月開業)
- 圓方 (第9間分店，於2007年10月開業)
- 九龍灣德福廣場一期(第10間分店，於2008年7月中開業)
- 銅鑼灣時代廣場 (第11間分店，於2010年11月中開業)

 澳門
- 澳門威尼斯人渡假村酒店 (第1間分店，於2007年12月開業)

 中國大陆
- 廣州市天河體育東路百福廣場（中國大陆第1間分店，於1994年開業，现搬迁至珠江新城国际金融广场）
- 廣州市東山區宜安廣場（中國大陆第2間分店，於1997年開業）
- 北京東城區金寶街（中國大陆第3間分店，於2006年2月開業）
- 上海上海國際金融中心3樓（於2010年6月開業）
- 成都水津街1号成都蘭桂坊（於2010年開業）
- 深圳羅湖區華潤 萬象城二期三樓（於2010年開業）

 新加坡
- 新加坡寳路華酒店（第1間分店，於1987年開業）
- 新加坡烏節購物中心（第2間分店，於1992年開業）

## 相關
- 楊枝甘露